# Gaspar Santana Saldanha
Gaspar Santana Saldanha (Santana do Livramento, 14 de março de 1888 ou 1881 — Rio de Janeiro, 2 de agosto de 1962) foi um advogado e político brasileiro.  Há informações controvérsias quanto ao seu ano de nascimento. De acordo com o Centro de Pesquisa e Documentação de História Contemporânea do Brasil, Gaspar Saldanha teria nascido em 1888. Já na tese de mestrado apresentada por Eduardo Rouston Junior, tendo como tema a participação federalista na Assembléia dos Representantes, o ano do nascimento apontado pelo autor é 1881. Foi casado com Jeni Jobim Saldanha, tendo como fruto desse casamento 5 filhos.
Formou-se na Faculdade de Porto Alegre, em 1913, no curso de Direito. Enquanto ainda era graduando, fez parte de um movimento antimilitarista da Campanha Civilista, no qual a candidatura de Rui Barbosa à presidência foi promovida. Vindo de uma família de maragatos, Gaspar Saldanha manteve a tradição de participar de disputas militares, sendo conhecido, a princípio, por fazer oposição aos chimangos (também conhecidos pela variação ximangos).

## Carreira Política
No início de sua carreira política, era ligado ao Partido Federalista e foi eleito deputado por três vezes à Assembleia dos Representantes (1917/20; 1921/24; 1925/28). Exerceu o mandato de deputado federal constituinte pelo Rio Grande do Sul em 1934. Durante boa parte de sua atividade como político, Gaspar Saldanha entrou em conflitos com Getúlio Vargas. Vargas, sendo do Partido Republicano Rio-Grandense (PRR), e Saldanha do Partido Federalista (PF), possuíam diferentes visões relacionadas principalmente à economia, como o intervencionismo estatal e a política tributária. Entre as suas contribuições como opositor ao partido de Vargas, Saldanha sinalizou a falta de participação política da Assembleia dos Representantes, bem como o autoritarismo do governo.
Entre 1922 e 1923, Saldanha apoiava a candidatura do candidato do partido federalista, Joaquim Francisco de Assis Brasil, para o governo do Rio Grande do Sul. No entanto, o candidato perdeu as eleições para o seu opositor republicano, Antônio Augusto Borges de Medeiros. A eleição de Borges de Medeiros culminou na Revolução Gaúcha de 1923. Saldanha, juntamente com João Francisco de Assis, foi um dos líderes do movimento, que resultou na proibição de uma possível reeleição de Borges de Medeiros, o chamado Pacto de Pedras Atlas. Envolveu-se na campanha da Aliança Liberal e na revolução de 1930. O período posterior a revolução de 30 foi marcado pela reconciliação de Gaspar Saldanha com Vargas, que na época adotara um discurso de conciliação entre chimangos e maragatos.
Foi eleito como suplente de deputado à Assembleia Nacional Constituinte em maio de 1933 e empossado em 1934 pelo Partido Republicano Liberal (PRL). Nesse período de seu percurso como político, uma das suas principais proposições foi a sugestão de eleições indiretas para a presidência da República. Cumpriu seu mandato até maio de 1935. Após esse período, trabalhou até o ano em que se aposentou, 1958, no Cartório 5º Ofício de Registro de Imóveis do Distrito Federal.